# Femminamorta (Appennino tosco-emiliano)
La Femminamorta (1.885 m s.l.m.) è l'ultima montagna del lato est della Valle delle Tagliole e separa la Valle delle Tagliole (con i suoi borghi di Ca' di Gallo e Tagliole) in provincia di Modena dalla Val di Luce in provincia di Pistoia. La cima è completamente priva di alberi ed è spesso battuta dai venti provenienti dalla Toscana e dal mare. Ai suoi fianchi si trovano i passi della Foce a Giovo e del Passo di Annibale.